# 炎のオーバードライブ
「炎のオーバードライブ」（ほのおのオーバードライブ）は、和田光司の楽曲。和田の3枚目のシングルとして2000年5月24日にNECアベニューから発売された。

## 概要
2000年5月24日にリリース。発売元はNECインターチャネル（現インターチャネル）、販売元はキングレコード（NEDA-10014）。和田が歌ったアニメソングのシングルとしては唯一、『デジモンシリーズ』以外の作品で主題歌に起用された。
なおTV版では、ファイヤーコンボイ役の橋本さとしの台詞が入っており、サビ前の「トランスフォーム！」と、最後のシャウトは橋本さとしのものになっている。シングル版、またオリジナル・サウンドトラック収録のTVサイズ版では、「トランスフォーム」の箇所はコーラスのみ、またラストのシャウトは和田光司本人のものになっている。
イントロ部分がバラエティ番組『どっちの料理ショー』のBGMとして流用された。また、和田自身が作詞・作曲した「君色の未来（ゆめ）」がカップリング曲として初めて収録された。

## 収録曲
全編曲：渡部チェル
1. 炎のオーバードライブ
作詞：後藤冬樹、作曲：渡部チェル
  - テレビ東京系アニメ『トランスフォーマー カーロボット』オープニングテーマ
2. 君色の未来（ゆめ）
作詞・作曲：和田光司
3. 炎のオーバードライブ（オリジナル・カラオケ）
4. 君色の未来（オリジナル・カラオケ）

## 収録アルバム
- all of my mind (#2)
- The Best Selection〜Welcome Back! (#1)